# Голубой лёд
«Голубой лёд» — художественный фильм 1969 года производства киностудии Ленфильм.

## Сюжет
Фигуристы Берестовы терпят поражение на чемпионате Европы. Необходимо менять программу. Елена бросает партнёра, не выдержав новых изнурительных тренировок. Сергей пытается найти себе новую партнёршу, но, поняв, что совершил ошибку, возвращается к Елене.

## В ролях
- Александр Горелик — Сергей Берестов
- Наталья Седых — Елена Берестова
- Сергей Кононыхин — комментатор
- Тамара Москвина — тренер
- Маре Хелластэ
- Анатолий Бабиенко

## Съёмочная группа
- Авторы сценария: Юрий Нагибин, Цезарь Солодарь
- Режиссёр: Виктор Соколов
- Композитор: Яков Вайсбурд
- Оператор: Александр Чечулин
- Художники-постановщики: Александр Компанеец, Александр Блэк

Главные роли в фильме исполнили серебряный призёр Олимпиады-1968 в парном катании Александр Горелик и балерина Большого театра.